# Lucjan Tadeusz Wrotny

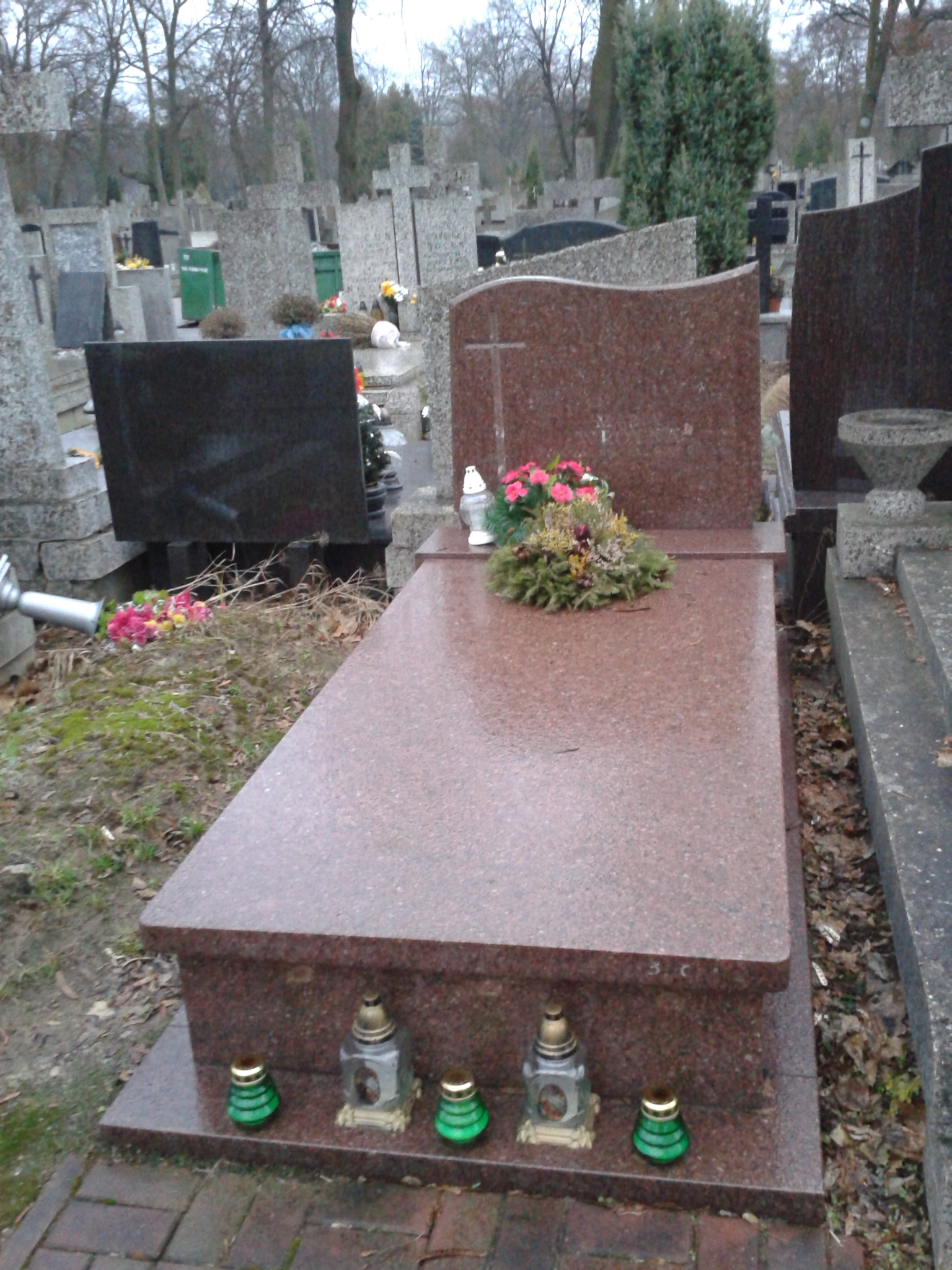
Grób prof. Lucjana Wrotnego na cmentarzu Bródnowskim

Lucjan Tadeusz Wrotny (ur. 16 stycznia 1920 w Śmiecinie k. Ciechanowa, zm. 6 grudnia 2006 w Warszawie) – profesor zwyczajny Politechniki Warszawskiej, specjalista w dziedzinie mechaniki i budowy maszyn oraz dynamiki maszyn.  

## Życiorys
Pochodził z okolic Ciechanowa, z którym bliskie relacje łączyły go do końca życia. Urodził się 16 stycznia 1920 w Śmiecinie jako syn Aleksandra. W 1938 ukończył ciechanowskie gimnazjum im. Z. Krasińskiego.
Brał czynny udział w kampanii wrześniowej, a następnie działał w konspiracji należąc do Armii Krajowej. Był zastępcą komendanta obwodu ciechanowskiego. W styczniu 1945 został aresztowany przez NKWD i zesłany do łagru w Stalinogorsku, skąd powrócił po dziewięciu miesiącach.
W 1946 rozpoczął studia na Politechnice Warszawskiej, po ukończeniu której został pracownikiem naukowym. W 1967 był adiunktem, później został kierownikiem Zakładu Konstrukcji Obrabiarek w Katedrze Obrabiarek. W swoim dorobku posiada podręczniki politechniczne z dziedziny obróbki maszynowej i projektowania maszyn. W 1978 otrzymał tytuł profesora nadzwyczajnego. Współpracował z miesięcznikiem naukowo-technicznym „Mechanik”. Do końca życia należał do Towarzystwa Miłośników Ziemi Ciechanowskiej.
Zmarł w Warszawie, pochowany 14 grudnia 2006 na cmentarzu Bródnowskim (kwatera 38G-4-27).

## Publikacje (wybór)
- Podstawy budowy obrabiarek, 1964.
- Projektowanie obrabiarek, 1973.
- Podstawy konstrukcji obrabiarek, 1973.
- Obrabiarki skrawające do metali, 1974.
- Dynamika układów mechanicznych, 1995.
- Kinematyka i dynamika maszyn technologicznych i robotów przemysłowych, 1996.

## Ordery i odznaczenia
- Krzyż Komandorski Orderu Odrodzenia Polski (25 września 1995)[2]
- Medal 10-lecia Polski Ludowej (19 stycznia 1955)[5]